# Výletní loď

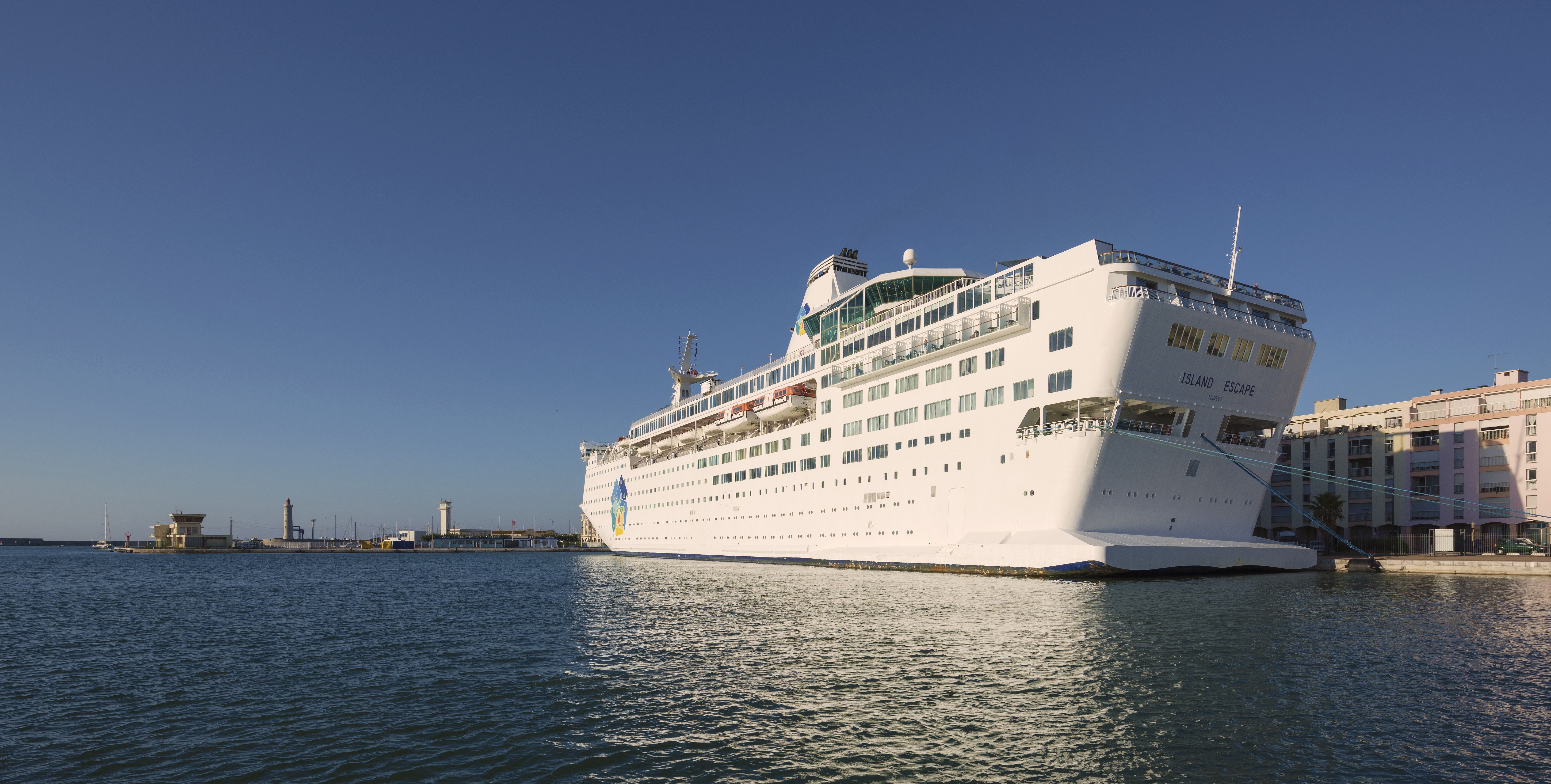
Výletní loď

Výletní loď je velká osobní loď využívaná v cestovním ruchu. Na těchto lodích se klade velký důraz na luxus, dobrodružství, vzdělávání, kulturu, zábavu, fitness, wellness a relaxaci. Největší výletní lodí je Wonder of the Seas.
V prosinci 2018 bylo na celém světě 314 výletních lodí s celkovou kapacitou 537 000 cestujících.